# アイドリング!!! 6thライブ やーっ! おーっ!! ング!!!
『アイドリング!!! 6thライブ やーっ! おーっ!! ング!!!』（アイドリング シックススライブ やーっ おーっ ング）は、アイドリング!!!のライブDVD。発売元:フジテレビ映像企画部。販売元:ポニーキャニオン。

## 概要
- 2009年9月22日・9月23日に行われたアイドリング!!!6回目のコンサートを収めたライブDVD。
- 15人体制初、初野外コンサート、初生バンド、初2days公演。
- レモンドロップではアイドリング!!!メンバーが演奏。（ベース・遠藤、ギター・河村、ドラム・横山、キーボード・菊地、橘）
- 過去最多動員。
- 封入特典オリジナルポストカード（3パターンの内1パターン封入）。

## 日程
- 2009.9月22日開場17:30 開演18:30
- 2009.9月23日開場11:30 開演12:30・開場16:00 開演17:00

## 収録曲

### Disc1
1. 無条件☆幸福
2. 草食系カーニバル
3. トキメキDREAMィング!!!
4. 百花繚乱アイドリング!!!
5. 恋ゴコロ
6. 放課後テレパシィ
7. 犯人はあなたです♡
8. U
9. Like a Shooting Star（puru-lele ver.）
10. friend
11. レモンドロップ
12. ロイヤルミルクガール
13. ラブマジック♡フィーバー
14. 告白
15. ガンバレ乙女（笑）
16. 「職業:アイドル。」
17. Snow celebration
18. キミがスキ
19. モテ期のうた season2
20. 無条件☆幸福
21. さよなら・またね・だいすき

### Disc2
1. ロイヤルミルクガール
2. レモンドロップ
3. Like a Shooting Star
4. 百花繚乱アイドリング!!!
5. 果汁30%オレンジジュースつぶつぶ入り
6. 草食系カーニバル
7. モテ期のうた
8. 想いの詩
9. friend
10. 恋ゴコロ
11. Forever Remenber
12. ロイヤルミルクガール
13. Stay with me
14. ラブマジック♡フィーバー
15. 放課後テレパシィ
16. 告白
17. ガンバレ乙女（笑）
18. 「職業：アイドル。」
19. キミがスキ
20. baby blue
21. 無条件☆幸福